# Facultad de Derecho de Paris-Est
La facultad de derecho de Paris-Est es un componente de la Universidad de Paris-Est-Créteil-Val-de-Marne (UPEC, París-XII). Es una de las facultades de Derecho de las universidades de París.

## Histórico
La Facultad de Derecho de Créteil fue fundada en 1967 en Saint-Maur-des-Fossés y abrió sus puertas a los estudiantes en 1969. Como resultado del movimiento de desconcentración de la Facultad de Derecho de París, la primera promoción incluía 2500 estudiantes.
El nacimiento de la UPEC se produjo así el 21 mars 1970 mediante la asociación de esta Facultad de Derecho y de Ciencias Económicas con el centro multidisciplinar situado en Créteil, formado por la joven Facultad de Medicina de Val-de-Marne.
El 16 janvier 2006, la facultad de Derecho inauguró su nuevo campus en el distrito Échat de Créteil. La facultad tiene un campus en la ciudad de Créteil, en el Val-de-Marne, a unos veinte minutos del centro de París en transporte público. Estos nuevos locales de 15.000 m2 fueron construidos, en un terreno cedido al Estado por la ciudad de Créteil, por el arquitecto Michel Rémon ,. El antiguo campus de Saint-Maur-des-Fossés, en el que se descubrió amianto en 1997, fue destruido en 2016.

## Organización
El cargo de director de la unidad de formación e investigación (UFR), comúnmente llamado decano, lo ocupa el profesor de derecho privado y ciencias penales Laurent Gamet. Este cargo fue ocupado de 2008 a 2017 por el profesor de derecho público Jean-Jacques Israel y de 2017 a 2021 por el profesor de historia del derecho Alain Desrayaud.
| Mandatos    | Nombre                     | Disciplina         |
| ----------- | -------------------------- | ------------------ |
| 1971 - 1979 | Guillaume Matringé         | historia de la ley |
| 1979 - 1985 | François Gianviti          | derecho privado    |
| 1985 - 1989 | Jacqueline Morand-Deviller | derecho público    |
| 1989 - 1993 | Jean-Bernard Auby          | derecho público    |
| 1993 - 1999 | Luis Caillet               | historia de la ley |
| 1999 - 2008 | Nicole Guimezanes          | derecho privado    |
| 2008 - 2017 | Jean-Jacques Israel        | derecho público    |
| 2017 - 2021 | Alain Desrayaud            | historia de la ley |
| 2021 -      | Laurent Gamet              | derecho privado    |

## Capacitación

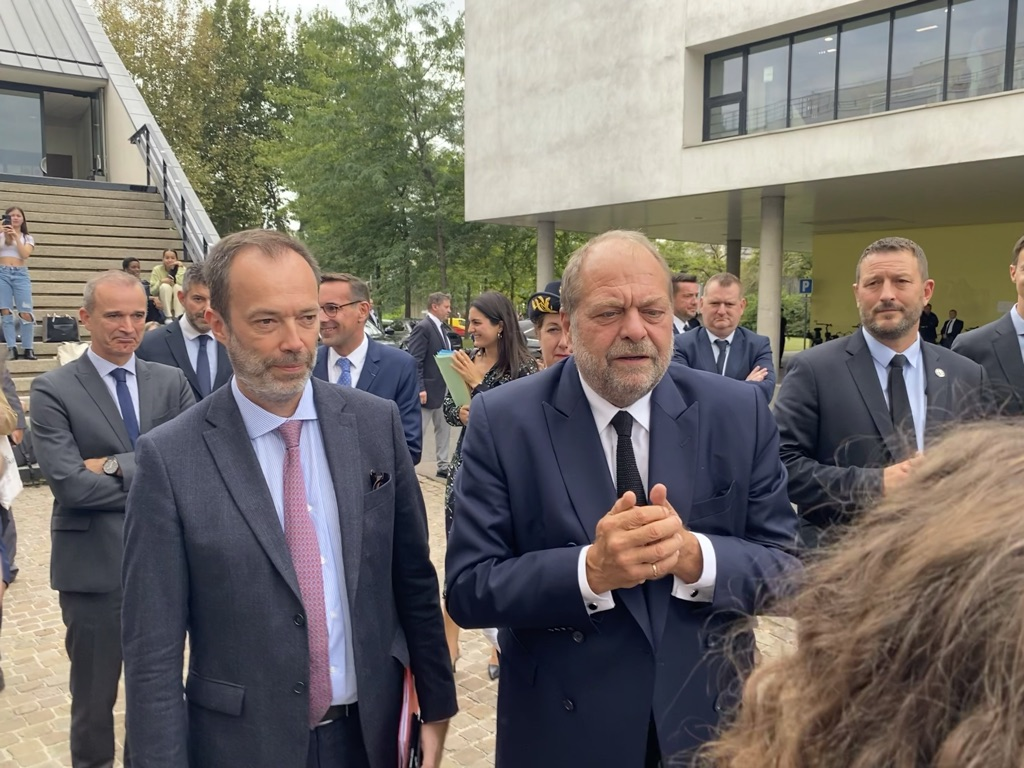
El Ministro de Justicia, Eric Dupond-Moretti, en una conferencia universitaria en 2022.

Inspirándose en la cita de Cicerón como lema, la Facultad de Derecho forma a 3700 estudiantes en las misiones del jurista con 27 profesores, 32 conferenciantes, 180 oradores profesionales, aprovechando una biblioteca con más de 33 000 obras. El curso se estructura en torno a una licencia o una licenciatura en derecho acompañada de 4 cursos de excelencia (como el sector Jean Monnet) y 23 másteres ,.

### Artículos relacionados
- Universidad de París-Est-Créteil-Val-de-Marne

- Bibliothèque de droit de la faculté
- Publications des enseignants-chercheurs de la faculté de droit
- Portal:Francia. Contenido relacionado con Francia.

- Datos: Q106592020
- Multimedia: Faculté de droit Paris-Est Créteil / Q106592020